# اشرف برهوم
اشرف برهوم (عربی: أشرف برهوم؛ زادهٔ ۱۹۷۹ (۴۵–۴۶ سال) هنرپیشه عرب اسرائیلی است.
از فیلم‌ها یا برنامه‌های تلویزیونی که وی در آن نقش داشته‌است می‌توان به برخورد تایتان‌ها، اینک بهشت، آگورا، ۳۰۰: ظهور یک امپراتوری، لبنان، پادشاهی، ستمگر و فرحه اشاره کرد.

## فیلم شناسی

### فیلم
| سال  | نام                    | نقش                    | نکته |
| ---- | ---------------------- | ---------------------- | ---- |
| ۲۰۱۵ | بت                     | ههلر-قاچاقچی           |      |
| ۲۰۱۴ | ۳۰۰: ظهور یک امپراتوری | ژنرال بندری            |      |
| ۲۰۱۳ | نجات دهنده             | یهودای اسخریوطی        |      |
| ۲۰۱۲ | وراثت                  | مروان                  |      |
| ۲۰۱۲ | زیتون                  | سازمان آزادی‌بخش فلسطین |      |
| ۲۰۱۱ | کاسیوس                 | کاسیوس                 |      |
| ۲۰۱۰ | برخورد تایتان‌ها        | اوزال                  |      |
| ۲۰۰۹ | لبنان                  | فالجیست                |      |
| ۲۰۰۹ | آگورا                  | آمونیوس                |      |
| ۲۰۰۷ | پادشاهی                | سرهنگ فارس ال قاضی     |      |
| ۲۰۰۵ | اینک بهشت              | ابو کریم               |      |
| ۲۰۰۴ | عروس سوریه‌ای           | مروان                  |      |
| ۲۰۰۴ | هوا کلمبینیت           | سمیر                   |      |
| ۲۰۰۲ | در ماه نهم             | احمد                   |      |

### تلویزیون
| سال  | نام         | نقش  | نکته     |
| ---- | ----------- | ---- | -------- |
| ۲۰۱۴ | ستمگر       | جمال |          |
| ۲۰۱۳ | به هر وسیله | احمد | قسمت ۱٫۵ |